# Astragalus adunciformis
Astragalus adunciformis är en ärtväxtart som beskrevs av Pierre Edmond Boissier. Astragalus adunciformis ingår i släktet vedlar, och familjen ärtväxter. Inga underarter finns listade i Catalogue of Life.